# بائوباب پریر

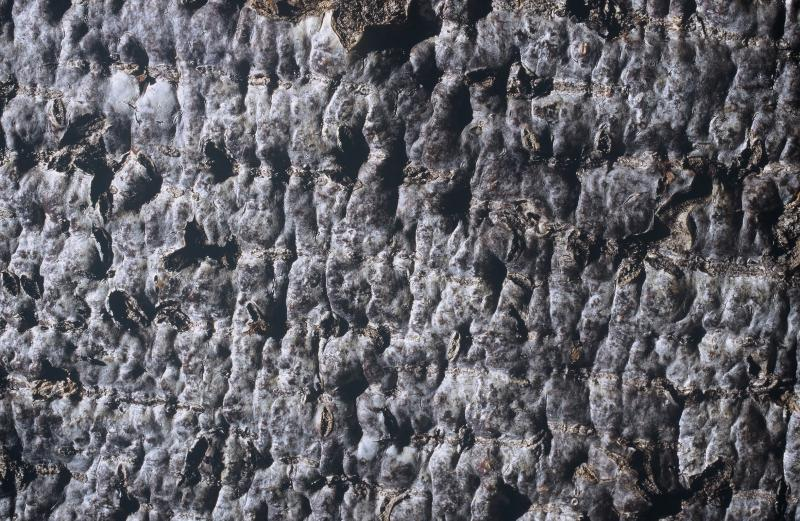
تنه درخت بائوباب پریر

بائوباب پریر (انگلیسی: Adansonia perrieri) یک گونه درخت در معرض خطر در سرده آدانسونیا است. این گونه بومی ماداگاسکار است.